# Carolina Panthers 1995
La stagione 1995 dei Carolina Panthers è stata la prima della franchigia nella National Football League. Questa stabilì il record per il maggior numero di vittorie per una squadra al debutto, sette, e già dalla stagione successiva si qualificò per i playoff.

## Calendario

### Stagione regolare
| Turno | Data               | Avversario              | Risultato          | Risultato          | Stadio              | Pubblico           |
| Turno | Data               | Avversario              | Punteggio          | Record             | Stadio              | Pubblico           |
| ----- | ------------------ | ----------------------- | ------------------ | ------------------ | ------------------- | ------------------ |
| 1     | 3/9                | at Atlanta Falcons      | S 23–20 DTS        | 0–1                | Georgia Dome        | 58,808             |
| 2     | 10/9               | at Buffalo Bills        | S 31–9             | 0–2                | Rich Stadium        | 79,190             |
| 3     | 17/9               | St. Louis Rams          | S 31–10            | 0–3                | Memorial Stadium    | 54,060             |
| 4     | Settimana di pausa | Settimana di pausa      | Settimana di pausa | Settimana di pausa | Settimana di pausa  | Settimana di pausa |
| 5     | 1/10               | Tampa Bay Buccaneers    | S 20–13            | 0–4                | Memorial Stadium    | 50,076             |
| 6     | 8/10               | at Chicago Bears        | S 31–27            | 0–5                | Soldier Field       | 59,668             |
| 7     | 15/10              | New York Jets           | V 26–15            | 1–5                | Memorial Stadium    | 52,613             |
| 8     | 22/10              | New Orleans Saints      | W 20–3             | 2–5                | Memorial Stadium    | 55,484             |
| 9     | 29/10              | at New England Patriots | V 20–17 DTS        | 3–5                | Foxboro Stadium     | 60,064             |
| 10    | 5/11               | at San Francisco 49ers  | V 13–7             | 4–5                | Candlestick Park    | 61,722             |
| 11    | 12/11              | at St. Louis Rams       | S 28–17            | 4–6                | Trans World Dome    | 65,598             |
| 12    | 19/11              | Arizona Cardinals       | V 27–7             | 5–6                | Memorial Stadium    | 49,582             |
| 13    | 26/11              | at New Orleans Saints   | S 34–26            | 5–7                | Louisiana Superdome | 39,580             |
| 14    | 3/12               | Indianapolis Colts      | V 13–10            | 6–7                | Memorial Stadium    | 49,841             |
| 15    | 10/12              | San Francisco 49ers     | S 31–10            | 6–8                | Memorial Stadium    | 76,136             |
| 16    | 17/12              | Atlanta Falcons         | V 21–7             | 7–8                | Memorial Stadium    | 53,833             |
| 17    | 24/12              | at Washington Redskins  | S 20–17            | 7–9                | RFK Stadium         | 42,903             |

## Record
- Maggior numero di vittorie da parte di un expansion team (7)[2]
- Primo expansion team ad avere un record vincente in casa (5–3)[2]
- Primo expansion team a vincere quattro partite consecutive[2]
- Primo expansion team a battere la squadra campione in carica (13–7 sui San Francisco 49ers)[2]